# Château d'Aussac
Le château d'Aussac est un château fort situé à Aussac, dans le Tarn, en région Occitanie (France). Édifice du XIIIe siècle, il jouxte l'église Saint-Pierre d'Aussac.

## Historique

### Origine
Au XIIIe siècle, à la suite de la croisade contre les albigeois, la famille de Montfort récupère la seigneurie d'Aussac.
Le 6 octobre 1257, un premier texte fait acte du don « de la ville et du château d'Aussac, avec la moitié de tous les revenus et de la juridiction du lieu » au chapitre d'Albi, par Philippe de Montfort, seigneur de Castres-en-Albigeois. Le chapitre nomme un prévôt, Raimond de Fraissinet, afin de gérer le domaine. La seconde moitié est offerte au vicomte de Lautrec, Pierre II de Lautrec, le 9 juin 1258, soit moins d'une année après. Néanmoins, Pierre de Montfort conserve l'hommage du lieu pour lui et ses successeurs.
Le château d'Aussac est donc un édifice construit au XIIIe siècle, ou antérieur à cette époque.
Pierre II de Lautrec et Raimond de Fraissinet se mettent d'accord le 3 avril 1266 pour se répartir la gouvernance de la seigneurie, recevant chacun respectivement la moitié du village ainsi que respectivement la partie haute et la partie basse de la châtellenie.

### La coseigneurie d'Aussac
Dans la continuité du don au chapitre d'Albi, ce dernier rend hommage aux seigneurs puis aux comtes de Castres, tout d'abord avec Jean de Montfort (1273, 1291 et 1298), puis Jean V de Vendôme (1310) et enfin Bernard d'Armagnac (1459).
En 1344, Gui de Comminges s'empare de la ville et du château et s'en approprie les rentes. Néanmoins, dès l'année suivante, le pape Clément VI, à travers évêque de Rodez, le mande de rendre les terres.
Au début du XVe siècle, les fortifications du village sont décrites en mauvais état, mais l'on ne sait s'il est aussi fait état du château en ces mêmes termes. Le 27 juin 1493, après un procès entre le chapitre d'Albi et Jean IV de Voisins, vicomte de Lautrec et descendant de Pierre II, les deux parties se mettent d'accord pour ne point se rendre hommage l'un à l'autre.
En 1641 (puis en 1652), un certain Jacques de Morlas est cité comme copropriétaire du château, au même titre que le chapitre d'Albi. C'est ensuite la famille de Landes de Saint-Palais, dont est issu l'évêque Maurice de Saint-Palais, qui hérite de l'édifice, et sont cités comme seigneurs d'Aussac en 1722 (ou 1725).

### Depuis la Révolution
Les descendants de cette famille habitant encore la bâtisse se font dès lors appeler "famille d'Aussac". Ils la conservent jusqu'en 1790, lorsque la Révolution française vient bouleverser cette succession. En effet, l'édifice est alors confisqué à la famille et vendu comme bien national.
Le château conserve aujourd'hui encore deux de ses tours circulaires, certaines ayant certainement été arasées au cours des siècles derniers.